# Miklavž na Dravskem polju
Miklavž na Dravskem polju (em alemão:  St. Nikolai) é um município da Eslovênia. A sede do município fica na localidade de mesmo nome.